# Martin-Église
Martin-Église is een gemeente in het Franse departement Seine-Maritime (regio Normandië) en telt 1331 inwoners (1999). De plaats maakt deel uit van het arrondissement Dieppe.

## Geografie
De oppervlakte van Martin-Église bedraagt 9,6 km², de bevolkingsdichtheid is 138,6 inwoners per km².
De onderstaande kaart toont de ligging van Martin-Église met de belangrijkste infrastructuur en aangrenzende gemeenten.

## Demografie
Onderstaande figuur toont het verloop van het inwonertal (bron: INSEE-tellingen).